# Antimykotická rezistence
Antimykotickou rezistencí označujeme jev, při kterém původci mykóz (patogenní houby) odolávají působení antimykotik. Od začátku tohoto milénia vzrůstá vysokým tempem množství nově detekovaných rezistentních kmenů, a to především kvůli rostoucímu množství imunokompromitovaných či jinak oslabených jedinců, především pacientů s AIDS, diabetes mellitus, rakovinou a cystickou fibrózou, které mykózy nejčastěji postihují. U těchto pacientů patří dokonce mykózy mezi jedny z nejčastějších příčin úmrtí. Rozlišujeme v zásadě dva typy antimykotické rezistence – přirozenou a získanou. U přirozené rezistence je daný druh patogenní houby odolný vůči působení antimykotika z podstaty své vlastní fyziologie. Získaná rezistence naopak představuje evoluční výhodu daného kmene oproti senzitivním jedincům toho samého druhu. Rezistentní kmeny se vyvíjí přímo v pacientovi v průběhu léčby dané mykózy po delší době užívání antimykotika, zároveň ale přibývají například infekce již rezistentním Aspergillus fumigatus. K šíření rezistence totiž přispívá četné používání antimykotik, především azolů, v zemědělství.

## Rezistentní patogenní houby

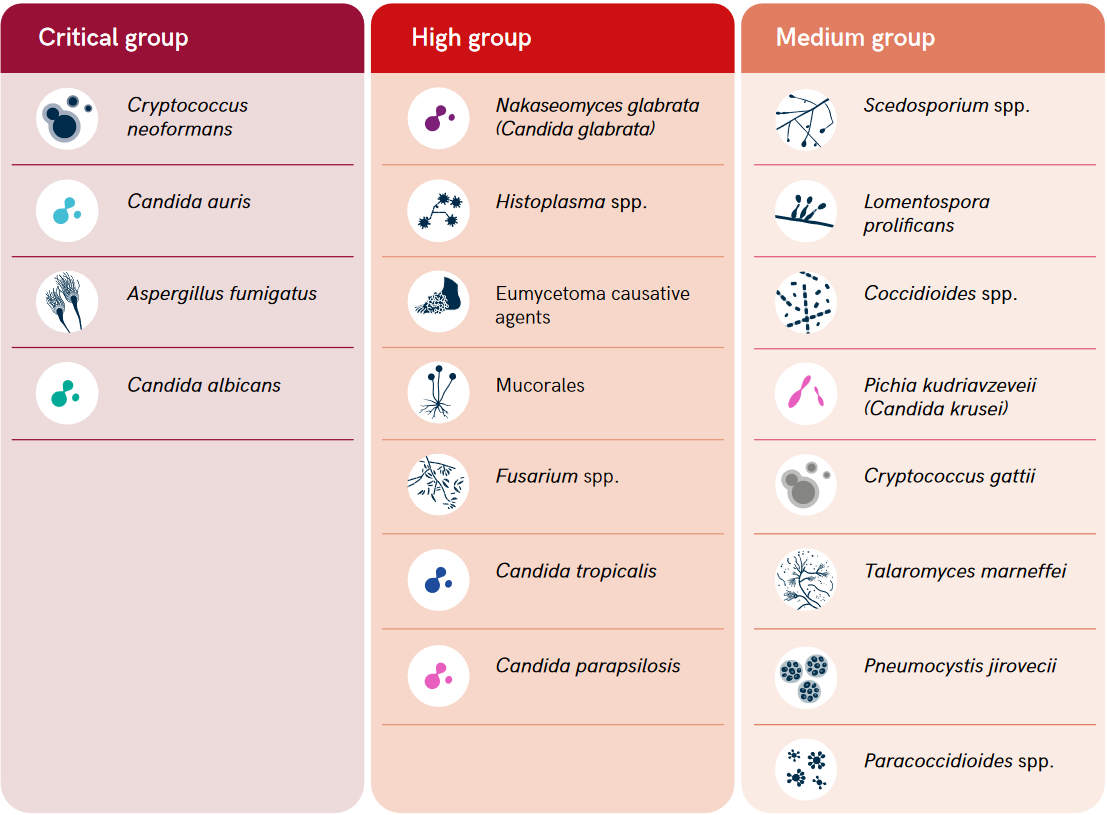
Žebříček nejvýznamnějších houbových patogenů (WHO, 2022)

V roce 2022 vydala WHO žebříček nejdůležitějších původců mykóz za účelem nasměrování výzkumu v oblasti antimykotické rezistence, pro vývoj inovací v oblasti léčby mykóz a pro podporu veřejného zdraví. Žebříček porovnává 19 skupin patogenních hub seřazených podle významnosti – jedním z nejvýznamnějších aspektů tvorby žebříčku bylo právě i rozšíření a závažnost antimykotické rezistence u jednotlivých patogenů.

### Kriticky významné
- Cryptococcus neoformans – pozorována rezistence k azolům a polyenům
- Candida auris – pravděpodobně jsou přirozeně rezistentní vůči některým azolům (kolem 100 % klinických izolátů je rezistentních vůči flukonazolu). U čtvrtiny pacientů komplikuje léčbu rezistence vůči polyenům a u jednotek procent i rezistence vůči echinokandinu. Izolovány byly dokonce i panrezistentní kmeny (rezistentní proti všem skupinám antimykotik).
- Aspergillus fumigatus – nejčastěji se pro léčbu používají azoly. Nejčastěji tedy nabývají rezistence právě vůči nim (i v souvislosti s nadužíváním azolů v zemědělství). Rezistentní bývají také vůči echinokandinům.
- Candida albicans – rezistence nebývá příliš častá. Neustále ale stoupá množství evidovaných klinických izolátů rezistentních především vůči azolům.

### Vysoce významné
- Nakaseomyces glabrata (Candida glabrata) – primárně rezistentní vůči azolům. Stále častěji jsou hlášeny kmeny rezistentní vůči echinokandinům.
- Histoplasma spp. – o rezistentních izolátech je doposud málo dat. Problém představuje především rezistence vůči azolům.
- Mucorales – přirozeně rezistentní vůči některým azolům a echinokandinům. Hlášeny byly i případy rezistence proti polyenům.
- Fusarium spp. – přirozeně rezistentní vůči většině antimykotik. Rezistence tedy představují v léčbě fusarióz velký problém.
- Candida tropicalis – kolem 20 % pacientů infikovaných C. tropicalis se potýká s rezistencí vůči azolům.
- Candida parapsilosis – v 10 % případů se u mykóz rozvine rezistence vůči azolům. Oproti jiným kandidám bývá C. parapsilosis více rezistentní vůči echinokandinům. K polyenům a flucytosinu bývají rezistentní jen vzácně.

### Středně významné
- Scedosporium spp. – míra antimykotické rezistence je vysoká
- Lomentospora prolificans – míra antimykotické rezistence je vysoká (žádné z používaných antimykotik nefunguje)
- Coccidioides spp. – nedostatek informací
- Pichia kudriavzeveii (Candida krusei) – přirozeně rezistentní vůči některým azolům. Vůči echinokandinům rezistence spíše nevzniká.
- Cryptococcus gattii – nedostatek informací
- Talaromyces marneffei – nízká míra rezistence. K dispozici je však malé množství dat.
- Pneumocystis jirovecii – o antimykotické rezistenci se prakticky nic neví. Fenotypové testování citlivosti je nemožné a při terapii se používají zcela jiné látky než u jiných patogenních hub.
- Paracoccidioides spp. – nedostatek informací

## Mechanismy antimykotické rezistence
V porovnání s antibiotiky je množství antimykotik použitelných v klinické praxi mnohem nižší. Kvůli bližší příbuznosti hub a člověka není příliš mnoho možností, na které oblasti metabolismu cílit tak, aby antimykotikum účinkovalo proti houbám, ale zároveň nebylo silně toxické i pro člověka. Většina mechanismů antimykotické rezistence představuje pro organismus odchýlení od jeho přirozené fyziologie (substituce v genech, resp. enzymech, delece genů, apod.), které se projevuje na jeho fitness v prostředí bez antimykotik. Za cenu rezistence proti antimykotikům dosahují značně pomalejšího růstu v porovnání s divokým typem daného druhu. V současnosti se pro léčbu mykóz používají především následující čtyři skupiny látek. Některá inovativní antimykotika jsou aktuálně ve stádiu vývoje, ale kvůli absenci zájmu o vývoj nových antimykotik na přelomu tisíciletí je výzkum v této oblasti značně zbrzděn.

### Azoly
Účinek azolů spočívá v inhibici biosyntetické dráhy ergosterolu, konkrétně enzymu sterol-14-α-demethylasy, označované také CYP51 (a kódované genem ERG11), která patří do super-rodiny cytochromů P450. Inhibicí tohoto enzymu následně dochází k hromadění toxických meziproduktů metabolismu sterolů a ztrátě integrity membrány. Jedná se o širokospektrou skupinu antimykotik s fungistatickým účinkem. Právě fungistatický účinek je jedním z důvodů, proč vůči azolům velmi často vznikají rezistence. Buňky jsou totiž pouze inhibovány a čekají na vhodnou mutaci, aby se mohly začít opět množit. I přes velkou četnost vzniku rezistencí jsou azoly jedou z nejvíce používaných skupin antimykotik (ve velkém množství se používá především flukonazol, v terapiích kandidóz a kryptokokóz). Stejně jako u jiných antimykotik, i v případě azolů vznikala rezistence u patogenů až v průběhu terapie. Stále častěji ale bývají evidováni i pacienti infikováni již rezistentním patogenem.
Mezi mechanismy rezistence vůči azolům patří: snížený příjem azolů z okolí, vyšší exprese efluxních pump, náhrada biosyntetického aparátu sterolů příjmem sterolů z hostitele, zvýšená exprese genu ERG11, mutace cílového enzymu, změna biosyntetické dráhy pro syntézu sterolů, či tvorba biofilmu.
V případě mutací sterol-14-α-demethylasy vedoucích k rezistenci bývají nejčastěji substituovány aminokyseliny v oblasti aktivního místa, konkrétně v oblasti, kde je vázán hem. Mutace poté způsobují různé změny konformace enzymu, které vedou k různým mírám rezistence. U Ca. albicans byly nejčastěji popsány následující substituce: Y132F, K143R, F145L, S405F, D446E, G448E, F449V, G450E, G464S, R467K, a I471T. V homologním enzymu, který se nachází u rodu Aspergillus, znemožňují vázání inhibitoru mutace v následujících aminokyselinách: G54, L98, Y121, T289, V51, L378, G138, E483, E508, A186, M220, G448, Q276, H359, P486, a F324. Vyjma těchto mutací byly u rezistentních kmenů ve zmiňovaném genu nalezeny i tandemové repetice. Rezistentní Cr. neoformans mívá především substituce Y145F and G484S.
Zřejmě nejčastěji rezistenci vůči azolům u patogenních hub způsobují efluxní pumpy. U Ca. albicans se jedná o ABC transportéry CDR1, CDR2, PDH1 a SNQ2. U rodu Aspergillus rezistenci způsobují zase transportéry AfuMDR1, AfuMDR2, AfuMDR3, AfuMDR4 a ATRF. Cr. neoformans rezistentní vůči azolům často nadexprimuje (exprimuje ve vyšší než přirozené míře) transportér Afr1. Byl u něj ale také popsán mechanismus rezistence spočívající v aneuploidii chromozomů 1, 4, 6 a 10.
Mechanismy rezistence jsou částečně prozkoumané také u rodu Fusarium, u kterého rezistence tkví v nadexpresi či mutacích sterol-14-α-demethylasy, nadexpresi efluxních pump či v tvorbě biofilmu. U dermatofyt je rezistence doposud popsána jen velmi málo, ale nejčastěji je způsobena zvýšenou expresí efluxních pump.

### Echinokandiny
Echinokandiny působí jako inhibitory enzymového aparátu pro syntézu β-(1→3)-D-glukanu, jedné z hlavních složek buněčných stěn hub. Konkrétně se jedná o nekompetitivní inhibitory katalytické podjednotky Fks1 enzymu β-(1→3)-D-glukansyntasy. Představují hlavní léčiva používaná pro terapii aspergilóz (působí fungistaticky) a v současnosti také kandidóz (působí fungicidně). Rezistence vůči echinokandinům dříve nebyly nijak časté, ale mezi lety 2010 a 2020, kdy se již používali ve vyšší míře, začalo vzrůstat i množství rezistentních kmenů.
Účinkům echinokandinu díky odlišnosti v primární struktuře katalytické podjednotky Fks1 (oproti citlivým patogenům mají substituci F641Y) nebo kvůli využívání ortologního enzymu přirozeně odolávají Cryptococcus spp., Fusarium spp., či Scedosporium spp. Citlivé k echinokandinům jsou především Aspergillus spp., Candida spp. a dokonce i Pneumocystis spp. U některých citlivých vláknitých hub však byla popsána přirozená rezistence vůči echinokandinům v přítomnosti lidského séra.
Získaná rezistence bývá nejčastěji způsobena mutacemi v genech Fks, které kódují podjednotky enzymu β-(1→3)-D-glukansyntasy a  k jejímu vzniku dochází často zhruba po dvou týdnech terapie mykóz s využitím echinokandinů. Houby mívají přirozeně více ortologních genů kódujících ekvivalentní enzymy, nicméně právě geny Fks1 a Fks2 jsou hlavními geny pro β-(1→3)-D-glukansyntasu využívanými během vegetativní fáze života. Patogeny s jiným hlavním genem pro β-(1→3)-D-glukansyntasu bývají rezistentní přirozeně. Mutace se obvykle nacházejí ve dvou vysoce konzervovaných transmembránových oblastech enzymu: Arg136 a Phe641 – Pro649, nejčastěji konkrétně v pozicích Ser645 (mutace S645F, S645P a S645Y) a Phe641 (až u 75% rezistentních kandid).
Četnost získání rezistence během terapií kandidóz bývá stále v jednotkách procent. Všeobecně problematičtější je léčba mykóz způsobovaných Ca. glabrata (nabývá rezistence u 8–13% pacientů) a její rezistence bývá způsobována mutacemi v pozicích Ser629 a Ser663 podjednotky Fks1 nebo mutací F659S v podjednotce Fks2. Ca. guilliermondii bývá zase často rezistentní díky mutaci V641P v podjednotce Fks2.
U A. fumigatus bývá rezistence často spojena s nadexpresí genu AfFks1, jeho mutacemi S678P a S678Y, či s nadexpresí dalších genů zajišťujících výstavbu a remodelaci buněčné stěny. Poslední zmíněný mechanismus souvisí i s popisovaným mechanismem tolerance k echinokandinům – dopady na buňku totiž mohou vyvolat odpověď v podobě nadexprese genů zodpovědných za budování chitinu v buněčné stěně. Vyšší zastoupení chitinu v buněčné stěně a remodelace buněčné stěny do jisté míry dokáže udržet fyziologický stav houbové buňky. Intenzivní přestavba buněčné stěny ale odmaskovává přítomný glukan a umožňuje snazší imunitní odpověď na přítomnost patogenu.

### Flucytosin
5-fluorocytosin (flucytosin) je antimykotikum s fungicidním účinkem, které inhibuje v houbách různými mechanismy několik metabolických drah souvisejících s nukleovými kyselinami. Vůči flucytosinu velmi snadno (a tedy i často) vzniká u patogenů rezistence, a proto nebývá používán v monoterapii (jako jediná účinná látka v léčbě), ale vždy společně s nějakým dalším antimykotikem. Jeho použití má význam především v terapii kryptokokových meningitid, v některých případech ale i při léčbě kandidóz. Aktivní formou flucytosinu je až 5-fluorouracil (respektive 5-fluorouridintrifosfát) vznikající v buňce metabolickou aktivací účinkem cytosin deaminasy (člověk ji nemá). 5-fluorouracil jednak inhibuje syntézu proteinů (záměnou uracilu v mRNA za 5-fluorouracil), ale také po konverzi na 5-fluorodeoxyuridinmonofosfát inhibuje thymidylátsyntasu a tedy syntézu DNA. Vysoká míra vznikající rezistence po aplikaci flucytosinu bývá vysvětlována i mutagenními vlastnostmi flucytosinu – tedy že látka nepřímo podporuje vznik rezistence proti sobě samé.
V případě kandid je popisováno, že k rezistenci vůči flucytosinu vedou primárně mutace v jednom ze 3 následujících genů. Prvním z genů je FCY1 (kóduje cytosin deaminasu), jehož absence v organismu limituje konverzi 5-fluorocytosinu na 5-fluorouracyl. Druhým genem je FCY2 (purin-cytosin permeasa), který je zodpovědný schopnost buněk přijímat flucytosin z okolí. Posledním z nejdůležitějších genů z hlediska rezistence je gen FUR1 (kóduje uracil fosforibosyltransferasu), který je zodpovědný za tvorbu UMP z uracilu a fosforibosylpyrofosfátu.
Zcela odlišným mechanismem rezistence může být například prosté zvýšení biosyntézy pyrimidinů, které poté v buňce s flucytosinem a jeho produkty soutěží o vazebná místa. U kryptokoků i kandid byla také popisována rezistence způsobená mutacemi či přítomností transpozonů a retrotranspozonů v genu UXS1, důležitého pro tvorbu kapsule. Odpovídající enzym katalyzuje přeměnu mezi UDP-glukuronovou kyselinu a UDP-xylosou a mutace v něm poté vedou k hyperakumulaci UDP-glukuronové kyseliny. Pro kompenzaci změn poté buňky výrazně modifikují metabolismus nukleotidů, což se projevuje rezistencí proti flucytosinu.
Většina patogenních hub, vyjma kandid a kryptokoků, je vůči flucytosinu přirozeně rezistentní.

### Polyeny
Nejběžnějším polyenem používaným v klinické praxi je amfotericin B. Jedná se o látku amfifilní povahy, která především narušuje fyziologické funkce ergosterolu mechanismy, které doposud nejsou zcela objasněné. Mezi předpokládané modely účinku polyenů patří tvorba pórů v membráně, adsorpce na membránu, vyvazování ergosterolu z membrány, indukce produkce reaktivních kyslíkových částic (ROS, z. angl. reactive oxygen species) v mitochondriích či vznik ROS v důsledku metabolické inaktivace polyenů. Jedná se o širokospektrá antimykotika s fungicidním účinkem, proti kterým vzniká rezistence spíše vzácně. Na člověka mají polyeny nefrotoxický účinek. V dnešní době se ale vyrábí i komplexy polyenů s lipidy (např. lipozomální či koloidní disperze), které již nejsou zdaleka tolik toxické.
K polyenům bývají často přirozeně rezistentní kandidy (Ca. lusitaniae), Pichia kudriavzeveii, Nakaseomyces glabrata, dále Trichosporon beigelii, Fusarium spp. Scedosporium spp., Aspergillus tereus či Scopulariopsis spp. Naopak citlivé, jen výjimečně rezistentní, bývají Sporothrix spp., Cunninghamella spp., Rhizopus spp., Histoplasma spp., Cryptococcus (Cr. gattii, Cr. neoformans) a některé kandidy (Ca. albicans, Ca. tropicalis). A. fumigatus nabývá rezistence velice často.
Všeobecně nejčastějším mechanismem způsobujícím rezistenci je změna v zastoupení sterolů v membráně, často způsobená mutací v genech pro biosyntézu ergosterolu (ERG). U Ca. albicans často dochází ke ztrátám genů ERG11 (kóduje sterol-C-24-methyltransferasu) a ERG3 (kóduje sterol-C-5-desaturasu), což vede k syntéze a distribuci lanosterolu, eburikolu či 4,14-dimethyl-zymosterolu do membrány namísto ergosterolu (inaktivace těchto dvou genů dokonce zároveň vede k rezistenci vůči azolům). Podobného výsledku může být u kvasinek také dosaženo substitucemi v genech ERG11 a ERG5 (kóduje sterol-C-22-desaturasu) nebo ERG6 (kóduje sterol-C-24-methyltransferasu) a ERG2 (kóduje sterol-C-8-isomerasu). Ztráta genu ERG2 je dokonce jediným doposud popsaným mechanismem rezistence vůči polyenům u Cr. neoformans.
Méně častými mechanismy rezistence bývají mutace v homolozích Flo8 (transkripční faktor Ca. albicans, který pozitivně reguluje expresi ERG11), nadprodukce Hsp70 a Hsp90 (u přirozeně rezistentních kmenů), změna v kompozici buněčné stěny (rezistentní kmeny Ca. tropicalis mívají vyšší podíl β-glukanů v buněčné stěně, což pravděpodobně snižuje permeabilitu buněčné stěny pro polyeny), či nadexprese katalasy. U A. fumigatus bylo pozorováno snížení citlivosti vůči polyenům po indukovaném zvýšení exprese katalasy. A. tereus, který produkuje více katalasy než A. fumigatus (a ve složení buněčné stěny se prakticky neliší) je například přirozeně rezistentní vůči polyenům.
U mnoha klinických izolátů různých rezistentních původců mykóz se doposud nepodařilo odhalit mechanismy způsobující jejich rezistenci. Například Ca. auris nabývá rezistence proti polyenům u čtvrtiny pacientů, ale mechanismus její rezistence doposud nebyl popsán (pravděpodobně se ale bude jednat o popisované inaktivace ERG).